# NLZIET
NLZIET is een online platform uit Nederland voor live weergave en het on demand tot een week (en voor sommige programma's veel langer) terugkijken, van bijna alle Nederlandstalige televisieuitzendingen. In sommige gevallen kan men ook vooruitkijken.

## Geschiedenis
De dienst ging op 12 juni 2014 van start. Men kan zich hierop abonneren voor een vast bedrag per maand, en het dan met een apparaat met internet (van telefoon tot en met desktop) zonder verdere kosten gebruiken. Bij achteraf kijken zijn de meeste programma’s vrij van reclame.
Op 9 februari 2022 zijn drie zenders van de VRT toegevoegd.
In november 2022 werd NLZIET Extra gelanceerd. Hierin kunnen tegen een hogere abonnementsprijs 10 extra (Engelse) zenders worden bekeken.

## Beschikbaarheid
NLZIET is anno 2019 beschikbaar voor Android- en iOS-apparaten en de meeste Smart TV's. Het kan via de browser worden gebruikt. Daarnaast is er een app voor Android TV, Apple TV, HUMAX en PlayStation 4.
De uitzendingen kunnen vanuit alle landen in de Europese Unie worden bekeken. Ook in sommige delen van Zwitserland is deze streamingdienst te gebruiken. NLZIET is niet beschikbaar in de overzeese gebieden van de Europese landen. Het aanmelden dient wel in Nederland te gebeuren.

## Aanbod
Het aanbod van NLZIET bestaat, naar eigen zeggen van het bedrijf, uit ongeveer 10.000 uur of ruim 40.000 afleveringen van de Nederlandse Publieke Omroep, RTL Nederland en Talpa TV. Hieronder vallen NPO Plus, Videoland en KIJK.nl.
NLZIET kent drie vormen van abonnementen.

### NLZIET Basis & Premium
De abonnementsvormen Basis en Premium bevatten de onderstaande televisiezenders en de VOD-platformen. Het Basisabonnement verschilt hierin dat het reclame toont bij de VOD-platformen van RTL en Talpa en er kan op één apparaat tegelijk worden gekeken, terwijl er bij Premium geen reclame getoond op alle VOD-platformen wordt getoond en er op twee apparaten tegelijk kan worden gekeken.
In mei 2025 bestaat het basiszenderaanbod voor live- en replaytelevisie voor NLZIET Basis & Premium uit:
- NPO
  - NPO 1
  - NPO 2
  - NPO 3
  - NPO 1 Extra
  - NPO 2 Extra
  - NPO Politiek en Nieuws

- RTL
  - RTL 4
  - RTL 5
  - RTL 7
  - RTL 8
  - RTL Z
  - RTL Crime
  - RTL Lounge
  - RTL Telekids

- Talpa TV
  - SBS6
  - Disney Jr. / Veronica
  - Net5
  - SBS9
  - TV 538
  - SBS 6 Classics

- Regionale Omroepen
  - TV Noord
  - Omrop Fryslân TV
  - NH Nieuws
  - TV Drenthe
  - TV Oost
  - TV Gelderland
  - Omroep Flevoland
  - RTV Utrecht
  - TV West
  - TV Rijnmond
  - Omroep Zeeland TV
  - Omroep Brabant
  - L1 TV
  - AT5

- VRT
  - VRT 1
  - VRT CANVAS
  - Ketnet

- Overig
  - BBC NL
  - INPLUS/Insight TV
  - Pebble TV
  - ONS

### NLZIET Extra
NLZIET kent ook een Extra-abonnement. Met dit abonnement kan er op drie apparaten tegelijk worden gekeken. Dit abonnement bevat de bovenstaande televisiezender met nog een tiental zenders extra. Anno november 2024 betreft dat deze televisiezenders:
- BBC One
- BBC Two
- BBC Three
- BBC Four
- BBC News (EU-feed)
- History Channel
- Crime + Investigation
- Curiosity Channel
- E! Entertainment
- Euronews